# Dolmen de Roche-Cubertelle
Le dolmen de la Roche-Cubertelle est un dolmen situé à Luriecq, dans le département de la Loire, en France.

## Localisation
Située dans un petit vallon des monts du Forez, la Roche-Cubertelle se trouve en bordure du chemin du Dolmen, au sud de la route D 498, à quelques centaines de mètres à l'est du bourg de Luriecq. Son accès est libre.

## Description
Ce dolmen, dont le nom signifie Pierre-Couverte, est constitué de quatre dalles de granit de couleur bleuâtre avec des teintes roussâtres : un bloc posé sur champ, côté nord (2,5 m de longueur sur 1,30 m de hauteur et 0,15 m à 0,30 m d'épaisseur), deux blocs posés également verticalement, côté sud (1,80 m de long et 0,20 m à 0,35 m d'épaisseur pour l'une ; 1 m de largeur et 0,30 m à 0,40 m d'épaisseur pour l'autre) et enfin, reposant sur ces trois supports, un bloc de 2,20 m sur 2,50 m et épais de 0,15 m à 0,50 m. 
Cet ensemble mégalithique semble former une chambre ou une allée couverte ayant une hauteur moyenne de 1,80 m et une largeur de 2 m d'un côté et 1,50 m de l'autre.

## Historique
Il est l'un des rares dolmens connus dans cette région et serait daté du Néolithique ou du Chalcolithique.
Un acte du XVIe siècle le mentionne sous le nom de Roche Cubertelle mais les habitants ne le considéraient que comme une "cabane", sans légende. Un muret, aujourd'hui détruit, avait été ajouté sur l'une des ouvertures afin de transformer ce mégalithe en abri pour les gardiens de bestiaux.

## Protection
Au début du XXe siècle, afin de le préserver du propriétaire du sol qui menaçait de le faire sauter car les visites occasionnaient des dégâts à ses récoltes, le dolmen est racheté par la commune de Luriecq le 4 mai 1916 avec un chemin d'accès, juste avant d'être cédé à l’État. 
Le 2 septembre 1916, le dolmen de Roche-Cubertelle est  Classé MH.

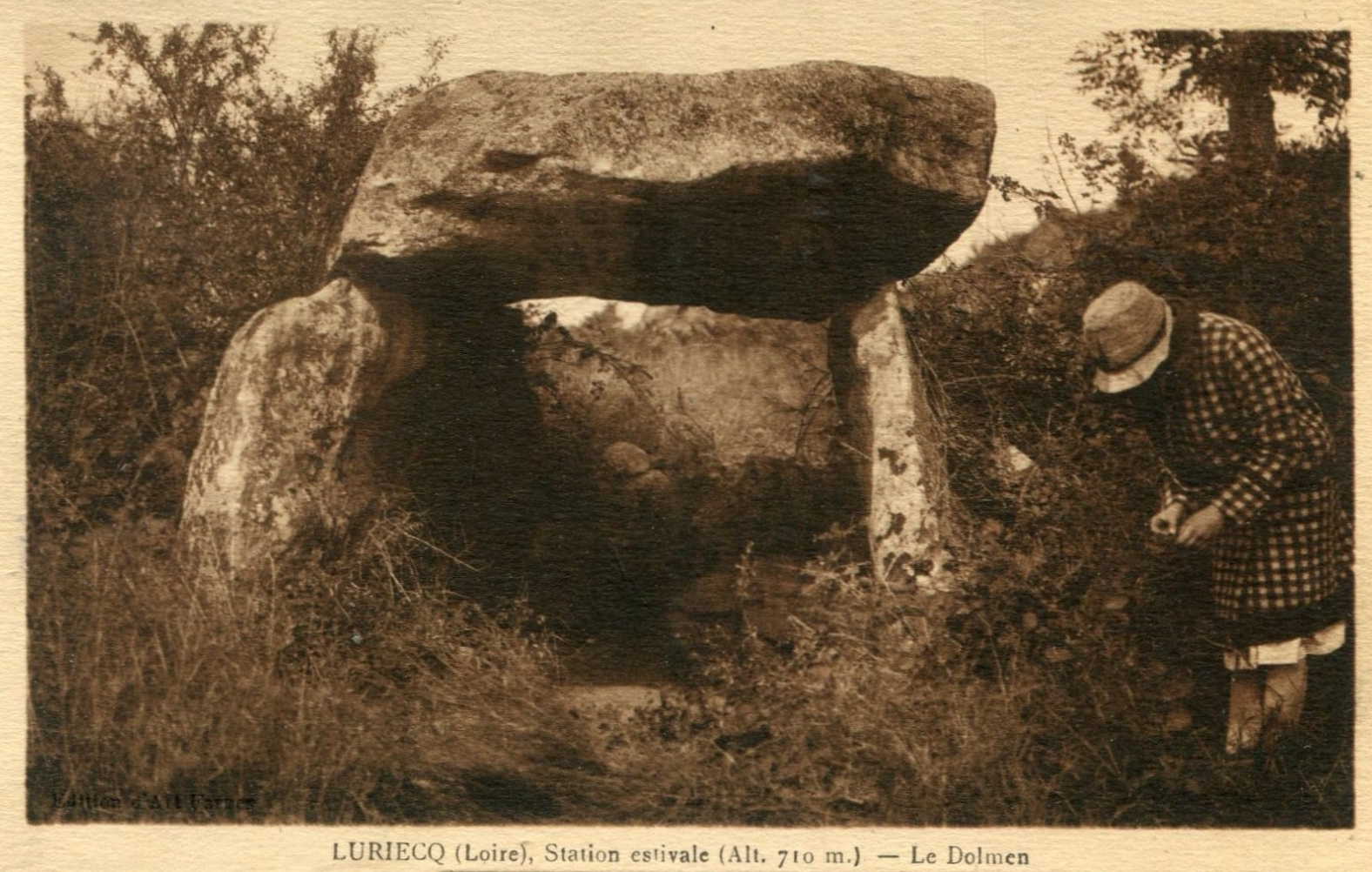
Au début du XXe siècle.